# DCBB
DCBB, auch KAITUO 1B oder CAS-3G, ist ein chinesischer Amateurfunksatellit und universitärer Ausbildungssatellit.

## Aufbau
Der Satellit verfügt über eine 2U-CubeSat-Struktur, eine 3-Achsen-Stabilisierung, 6 Solarpaneele mit Triple-Junction-GaAs-Solar-Zellen und einen Lithium-Ionen-Akkumulator (8,4 Volt, 3 Ah). DCBB hat eine Leistungsaufnahme von etwa 3,5 Watt. Für die Kommunikation mit dem Satelliten stehen jeweils eine Stabantenne für das 70-cm-Band und das 2-m-Band zur Verfügung.

## Mission
Der Satellit wurde am 19. September 2015 auf einer Langer-Marsch-6-Trägerrakete vom Kosmodrom Taiyuan in China gemeinsam mit 20 weiteren Kleinsatelliten, darunter neun weitere Satelliten der CAS-3-Serie, gestartet. Die Telemetrie wurde weltweit von Funkamateuren empfangen.

## Frequenzen
Folgende Frequenzen für den Satelliten mit dem Rufzeichen BJ1SH wurden von der International Amateur Radio Union koordiniert:
- Telemetriebake: 145,475 MHz, 9k6 GMSK
- Telemetriebake: 437,950 MHz, 9k6 GMSK